# سام رينسي
سام رينسي (مواليد 10 مارس 1949) هو سياسي وناشط كمبودي وهو الرئيس المؤقت لحزب الإنقاذ الوطني الكمبودي.